# Chlenias zonaea
Chlenias zonaea là một loài bướm đêm trong họ Geometridae.